# Chilocorus tumidus
Chilocorus tumidus – gatunek chrząszcza z rodziny biedronkowatych i podrodziny Coccinellinae.
Gatunek ten opisany został po raz pierwszy w 1908 roku przez Charlesa Williama Lenga na łamach „Journal of the New York Entomological Society”. Jako miejsce typowe wskazano Fortress Monroe w stanie Wirginia.
Chrząszcz o szeroko-owalnym, bardzo mocno wysklepionym, półkulistym ciele długości od 4,2 do 5,75 mm i szerokości od 3,75 do 5 mm. Zarys ciała nie jest z tyłu zwężony. Wierzch ciała pozbawiony jest owłosienia, gładki, połyskujący, drobno, ale wyraźnie punktowany. Ubarwienie wierzchu ciała jest ciemnobrązowe do czarnego z parą niewielkich, znacznie mniejszych niż u podobnego C. cacti, poprzecznych plamek na pokrywach o kolorze żółtym do czerwonego. Spód ciała cechuje się dołem głowy i przedpiersiem ciemnobrązowym do czarnego, natomiast śródpiersiem, zapiersiem i spodem odwłoka barwy żółtej lub czerwonej.
Owad nearktyczny, endemiczny dla północno-wschodnich Stanów Zjednoczonych. Znany jest tylko z Wirginii i Marylandu.